# Nú Outro
Nú Outro, antigo Nú Outro Eva, é um bloco carnavalesco de Salvador, Brasil. Era famoso por acompanhar a Banda Eva.
Saiu pela primeira vez no carnaval de 2007, com as bandas Eva e Rapazolla e o cantor Alexandre Peixe. Devido ao grande sucesso o bloco trouxe de volta suas atrações.
O bloco desfila de quinta a sábado no circuito Barra-Ondina.

## Empresa produtora responsável pelo defile do bloco
Estrachique Produções

## Antigas Atrações
- Banda Eva
- Ara Ketu
- Jammil e Umas Noites
- André Lellis
- Timbalada
- Alexandre Peixe
- Rapazolla
- Netinho
- Tomate